# Елек Шварц
Александру «Елек» Шварц (рум. Alexandru "Elek" Schwartz; 23 жовтня 1908, Тімішоара, Австро-Угорщина — 2 жовтня 2000, Агено, Франція) — румунський футболіст, що грав на позиції захисника. Виступав за національну збірну Румунії. По завершенні ігрової кар'єри — тренер.
Чемпіон Португалії (як тренер).

## Клубна кар'єра
У дорослому футболі дебютував 1930 року виступами за команду клубу «Ріпенсія Тімішоара», в якій провів два сезони.
Протягом 1932—1934 років захищав кольори команди клубу «Єр».
Своєю грою за останню команду привернув увагу представників тренерського штабу клубу «Канн», до складу якого приєднався 1934 року. Відіграв за команду з Канн наступні два сезони своєї ігрової кар'єри. Більшість часу, проведеного у складі «Канна», був основним гравцем захисту команди.
1936 року уклав контракт з клубом «Страсбур», у складі якого провів наступні два роки своєї кар'єри гравця. Граючи у складі «Страсбура» також здебільшого виходив на поле в основному складі команди.
1938 року перейшов до клубу «Ред Стар», за який відіграв 1 сезон. Завершив професійну кар'єру футболіста виступами за команду цього клубу 1939 року.

## Виступи за збірну
1932 року дебютував в офіційних матчах у складі національної збірної Румунії. Протягом кар'єри у національній команді, яка тривала 6 років, провів у формі головної команди країни лише 10 матчів, забивши 8 голів.

## Кар'єра тренера

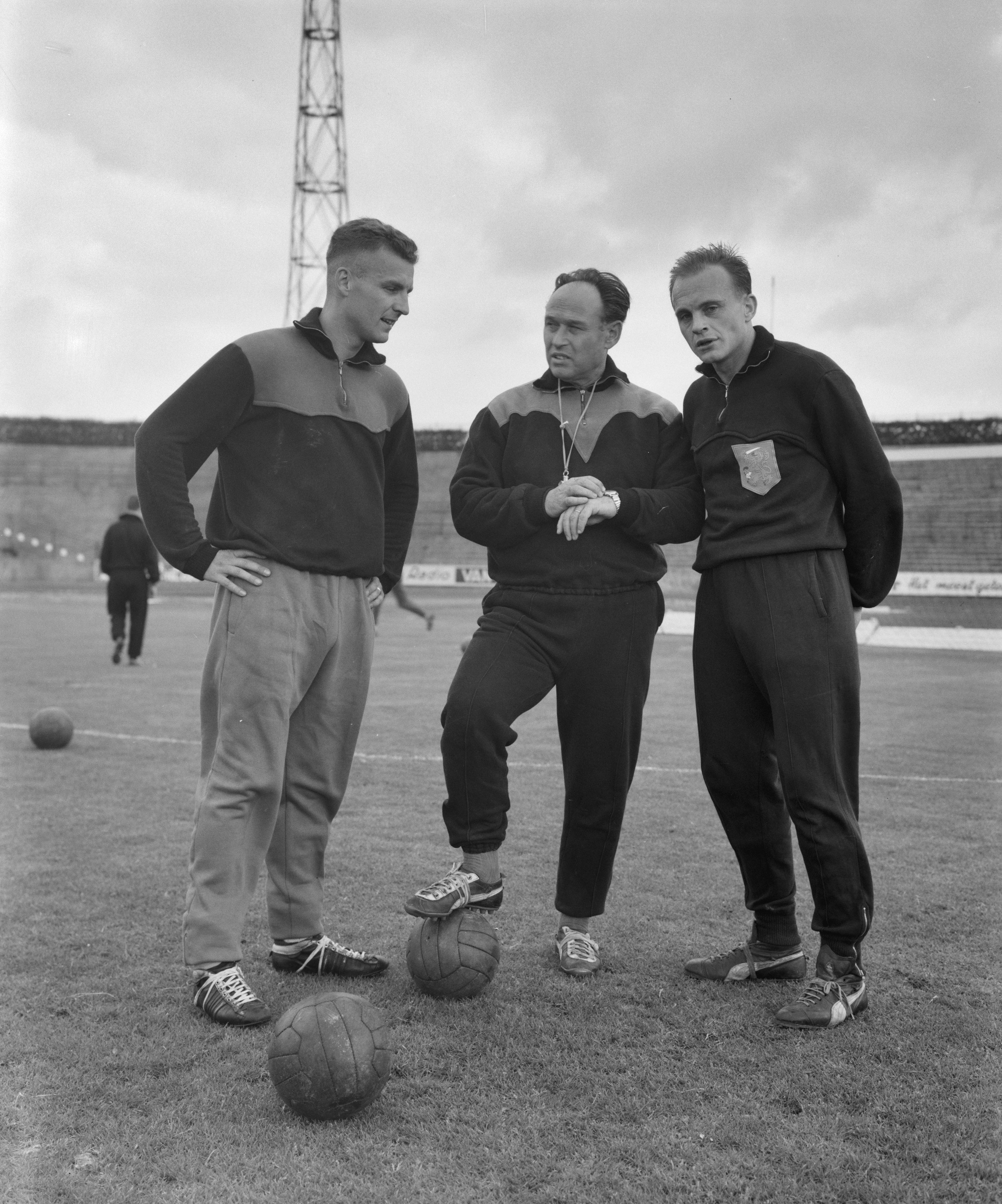
Шварц (в центрі) на посаді тренера збірної Нідерландів (1961)

Розпочав тренерську кар'єру, повернувшись до футболу після невеликої перерви, 1947 року, очоливши тренерський штаб клубу «Канн».
1950 року став головним тренером команди «Монако», тренував команду з Монако три роки.
Згодом протягом 1957—1964 років очолював тренерський штаб збірної Нідерландів.
1964 року прийняв пропозицію попрацювати у клубі «Бенфіка» (Л.). Залишив лісабонський клуб 1965 року.
Протягом 4 років, починаючи з 1965, був головним тренером команди «Айнтрахт».
1969 року був запрошений керівництвом клубу «Порту» очолити його команду, з якою пропрацював до 1970 року.
З 1971 і по 1972 рік очолював тренерський штаб команди «Спарта».
1972 року став головним тренером команди «Мюнхен 1860», тренував клуб з Мюнхена два роки.
Згодом протягом 1976—1977 років очолював тренерський штаб клубу «Страсбур».
Протягом тренерської кар'єри також очолював команди клубів «Гавр», «Гамборн 07» та «Рот Вайс» (Ессен).
Останнім місцем тренерської роботи був клуб «Агено», головним тренером команди якого Елек Шварц був з 1978 по 1979 рік.

## Досягнення

### Як тренера
- Чемпіон Португалії:

«Бенфіка»: 1964–1965